# Sakura Goodbye
A Sakura Goodbye (SAKURAグッバイ, ’Viszlát cseresznyevirág’) a Scandal japán együttes második nagykiadós kislemeze (összességében az ötödik), egyben a Best Scandal című stúdióalbumuk második kislemeze. A dalok szövegeit Tomomi és a Masterworks írta. A korong a harmincadik helyen mutatkozott be az Oricon slágerlistáján a 3698 eladott példányával. A lemezből összesen 6995 példány kelt el Japánban. A Billboard Hot 100 listáján a huszonkettedik helyezést érte el.

## Megjelenése a médiában
A kislemez címadó dala a Fuji TV japán televíziós csatorna Mecsa-mecsa iketeru! című sorozatának zárófőcím dala volt 2009-ben.

## Számlista
| CD (ESCL-3175 / ESCL-3173) | CD (ESCL-3175 / ESCL-3173)                                    | CD (ESCL-3175 / ESCL-3173) | CD (ESCL-3175 / ESCL-3173) | CD (ESCL-3175 / ESCL-3173) | CD (ESCL-3175 / ESCL-3173) | CD (ESCL-3175 / ESCL-3173) | CD (ESCL-3175 / ESCL-3173) | CD (ESCL-3175 / ESCL-3173) | CD (ESCL-3175 / ESCL-3173) |
| #                          | Cím                                                           | Dalszöveg                  | Zene                       | Hangszerelő                | Hossz                      |                            |                            |                            |                            |
| -------------------------- | ------------------------------------------------------------- | -------------------------- | -------------------------- | -------------------------- | -------------------------- | -------------------------- | -------------------------- | -------------------------- | -------------------------- |
| 1.                         | Sakura Goodbye (SAKURAグッバイ)                               | Tomomi, Masterworks        | Masterworks                | Kubota Kotaro              | 4:00                       |                            |                            |                            |                            |
| 2.                         | TOKYO                                                         | Scandal, Masterworks       | Masterworks                | Kubota Kotaro              | 2:56                       |                            |                            |                            |                            |
| 3.                         | Sakura Goodbye (Instrumental) (SAKURAグッバイ (Instrumental)) | –                          | Masterworks                | Kubota Kotaro              | 3:59                       |                            |                            |                            |                            |
| 10:55                      |                                                               |                            |                            |                            |                            |                            |                            |                            |                            |

| 1. | Scandal Over USA -USA Live Tour- 2008 Premium Document Movie | Okazava Csie | 20:25 |

## Közreműködők
| Scandal - Ono Haruna – vokál, gitár - Szaszazaki Mami – gitár, vokál - Ogava Tomomi – basszusgitár, vokál, dalszövegíró - Szuzuki Rina – dobok, vokál | Produkció - Masterworks – zeneszerző, dalszövegíró - Kubota Kotaro – hangkeverés - Szato Hidekazu – kreatív igazgató, művészeti vezető - Aratame Kaname – grafikus - Tokura Rjudzsi – grafikus - Mijahara Muga – fényképész - Kinosita Kentaro – producer | Tapsolás - Sony Music „Eigyo” All Stars - Simizu Kazuki - Kihara Hirojo - Higucsi Norio - Arai Csie - Onogi Vataru - Szuzuki Júta - Inoue Juki - Szaito Júta - Aszahara Sigeto - Ikegami Go - Aojama Sóta - Óta Kószuke - Nakabajasi Hajato - Cudzsi Szajaka - Kobajasi Akiko - Hajasi Keitaro |